# 震旦集團
震旦集团（臺證所：2373）是中華民國一家以办公用品和設備（影印機、打卡鐘）以及办公家具為主營業務的公司。

## 歷史
震旦集团创建于1965年，由打卡鐘、打字機代理商起家。它由陈永泰創辦。1991年8月1日，震旦集团掛牌上市。1993年10月，震旦集团在上海外高桥保税区成立震旦国际贸易（上海）有限公司。1994年12月成立震旦国际大楼（上海）有限公司。震旦国际大楼就由該公司投資興建。震旦集团还在嘉定区投资兴建震旦集团培训中心。2010年，震旦集团参展上海世博会，並在世博會場地（世博园区浦西区）投資建設震旦馆，震旦企业馆是上海世博会中唯一的台湾企业展馆。